# 28-ма армія (СРСР)
Два́дцять во́сьма а́рмія (28 А) — загальновійськова армія у складі Збройних сил СРСР в часи Німецько-радянської війни, з 1 липня 1941 по травень 1945 року, та післявоєнний час на території Білорусі у складі Білоруського військового округу.

## Командування
- Командувачі:
  - генерал-лейтенант Качалов В. Я. (фактично загинув 4.08.1941 у районі Рославля) (червень — 10 серпня 1941);
  - генерал армії Тюленєв І. В. (листопад 1941 — березень 1942);
  - генерал-лейтенант Рябишев Д. І. (травень — липень 1942);
  - генерал-майор Крючонкін В. Д. (липень 1942);
  - генерал-лейтенант Герасименко В. П. (вересень 1942 — листопад 1943);
  - генерал-лейтенант Гречкін О. О. (листопад 1943 — травень 1944);
  - генерал-лейтенант Лучинський О. О. (травень 1944 — до кінця війни).